# Национальный парк Келлервальд-Эдерзе
Национальный парк Келлервальд-Эдерзе — национальный парк, расположенный в северной части среднегорья Келлервальд, в районе Вальдек-Франкенберг земли Гессен (Германия). Занимает площадь 57,4 км². С 25 июня 2011 года буковый лесной массив национального парка включён в Список всемирного наследия ЮНЕСКО «Буковые леса Карпат и древние буковые леса Германии».
Администрация национального парка находится восточнее границ парка, в Бад-Вильдунгене.

## География
Национальный парк, расположенный в западной части Северного Гессена на расстоянии 40 км юго-западнее Касселя, занимает небольшую северную часть среднегорья Келлервальд. Территория парка приблизительно соответствует горному региону Эдерхёэн, который простирается южнее водохранилища Эдерзе. Национальный парк лежит внутри границ природного парка Келлервальд-Эдерзе.
Национальный парк Келлервальд-Эдерзее, который в своих границах не имеет постоянного населения, охватывает территорию южнее Эдерзе между следующими населёнными пунктами (по часовой стрелке, начиная с севера): Брингхаузен, Ребах, Хемфурт-Эдерзе, Аффолдерн, Гифлиц, Кляйнерн, Геллерсхаузен (все в общине Эдерталь), Фреберсхаузен (община Бад-Вильдунген), Франкенау, Алтенлотхайм (община Франкенау), Шмитлотхайм, Кирхлотхейм, Харбсхаузен и Азел-Зюд (община Фёль).
На западе, севере и востоке парк граничит с долиной Эдера, на юго-востоке и юге с ручьём Везебах и на юго-западе и западе — с долиной Лорфебаха, расположенной рядом с долиной Эдера.
Немного севернее национального парка Келлервальд-Эдерзе на южном берегу Эдерзе находится входящие в состав национального парка зоопарк Эдерзе с питомником хищных птиц и информационный центр о буковом лесе «Фагутоп».

## Флора

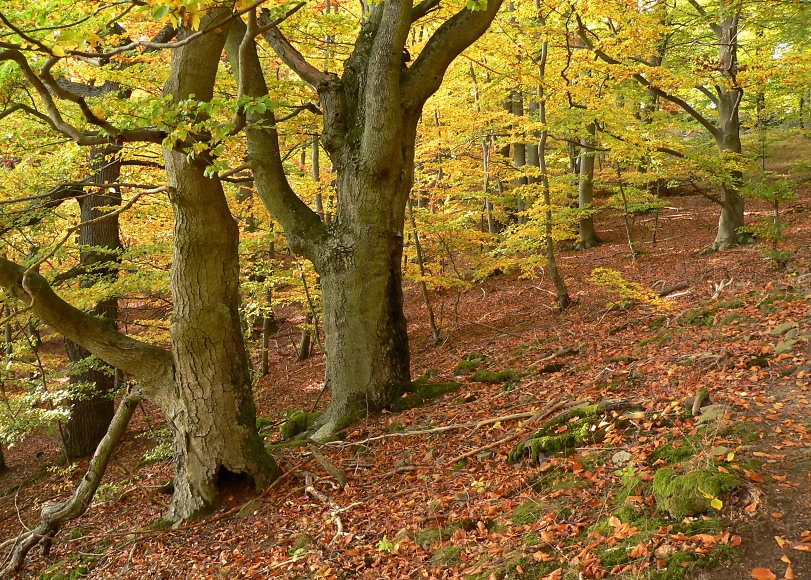
Буковый лес рядом с водохранилищем Эдерзе

Характерные растительные сообщества парка — это ситниковые буковые леса на кислых почвах. На плодородных участках произрастают подмаренниковые и перловниковые буковые леса. Кроме этого есть множество особенных лесных сообществ, таких как дубравы, дубово-грабовые леса, а также произрастающие на осыпях и склонах леса из липы сердцевидной и липы крупнолистной. На каменистых склонах у Эдерзе имеется многочисленная петрофильная флора с находящейся под угрозой исчезновения в Европе гвоздикой гренобльской.
Среди лесов расположено свыше 200 га заброшенных пастбищ и лесные луга вдоль ручьёв. На них произрастают арника горная, гвоздика травянка, мытник лесной, кольник и ятрышник и др. В совокупности на территории парка произрастает 550 папоротникообразных и цветковых растений. Кроме того, известно 326 видов грибов с крупными плодовыми телами. Лишайники представлены 270 видами.

## Фауна
Коренные крупные млекопитающие представлены благородным оленем, европейской косулей и кабаном. В 1935 году сюда были заселены муфлон и лань. В целом, на территории национального парка нашли приют 44 вида млекопитающих, среди них обыкновенная лисица, барсук, лесная и каменная куницы, лесной хорёк, горностай и ласка. Также встречаются заяц-русак, обыкновенный ёж, соня-полчок и орешниковая соня. В 1934 году сюда на Эдерзе впервые в Европе был заселён енот-полоскун. В 2007 году был обнаружен среднеевропейский лесной кот (Felis silvestris), до этого числившийся вымершим на протяжении 60 лет.
В национальном парке живут 15 из 24 встречающихся в Германии видов летучих мышей. Среди них ночница Брандта, бурый ушан и находящиеся под наибольшей угрозой исчезновения виды — большая ночница, длинноухая ночница.
Кроме того, в парке гнездится 75 видов птиц. Самая крупная птица, гнездящаяся в парке — чёрный аист. На скальных утёсах гнездится филин. Также обитают и другие виды совообразных — серая неясыть, ушастая сова, мохноногий сыч и реже воробьиный сыч. Дятлы представлены шестью видами из семи среднеевропейских видов. С 1989 года в парке гнездится ворон, на деревьях гнездится галка. Также встречаются клинтух и вальдшнеп. Распространены в парке мухоловка-пеструшка, обыкновенная горихвостка, обыкновенный жулан, серый сорокопут.
На сегодняшний день в национальном парке насчитывается 876 видов жуков. Это прежде всего, жуки обитающие в старых деревьях и мёртвой древесине. Среди них семь видов, обитающих только в старовозрастных лесах, нетронутых человеком, в том числе отшельник обыкновенный. В течение последних 15 лет бабочки парка исследовались силами волонтёров. На сегодняшний день известно 822 их вида.

## История
Территория Келлервальда была в прежние времена охотничьими угодьями князей Вальдека. Уже в 1987 году часть леса была обнесена решётками. В 1935 году площадь за решётками расширилась до 47,46 км² и в 1963 году территория получила статус официального гессенского государственного охотничьего заказника и «охраняемой природной территории». В 1990 на этой основе была создана лесная и ландшафтная охраняемая зона и на части территории лесной заповедник. В 1991 году объединение «За национальный парк Келлервальд» представило концепцию национального парка в пределах охраняемой лесной территории и части территории южнее Келлервальда. В 1998 году охраняемая природная территория «Гаттер Эдерзе» и соседние территории площадью 5,724 га были объявлены территорией, попадающей под действие директивы 92/43/EEC (директива Совета по сохранению естественных сред обитания и дикой фауны и флоры) Европейского союза.
После многолетней тяжёлой дискуссии национальный парк Келлервальд-Эдерзе был основан 1 января 2004 года и 25 мая 2004 года состоялось его официальное открытие. Это стало результатом многолетних требований нескольких природоохранных организаций, таких как Союз охраны Природы Германии (NABU), Союз экологии и охраны природы Германии (BUND), WWF и Гринпис. 1 февраля 2007 была подана заявка на включение парка в список природного наследия ЮНЕСКО. 19 января 2008 был открыт Центр национального парке Келлервальд-Эдерзе, расположенный между Херцхаузеном и Кирхлотхеймом прямо у трассы Б 252. 10 марта 2011 национальный парк получил официальную сертификацию на II категорию охраняемых территорий по классификации МСОП. 25 июня 2011 буковый лес парка был внесен в список природного наследия ЮНЕСКО. Одновременно в национальным парком Келлервальд-Эдерзе, в него были внесены буковые леса национальных парков Хайних, Ясмунд, заповедника Грумзинерский Лес, а также Зерран (часть национального парка Мюриц).

## Задачи парка
Цель национального парка Келлервальд-Эдерзе состоит в охране Букового леса, уникального для Западной Европы по своим размерам и неизменённости человеком. Согласно девизу «позволь природе быть природой», здесь должны сохраняться естественные условия дикой природы. Уже сегодня национальный парк соответствует критериям МСОП и в дальнейшем не менее 75 % его территории должно оставаться без человеческого влияния, чтобы сохранить естественность процессов. Следующие цели — экологическое образование, экологический туризм и научные исследования. Управление популяциями диких животных (благородный олень, лань, косуля, муффлон и кабан) ведётся в соответствии с экологической необходимостью. Охота ограничена по времени. Ставится задача, чтобы посетители могли наблюдать животных. Согласно среднесрочному плану развития национального парка, решётки вокруг него должны быть удалены.

## Туризм
Через Келлервальд, в том числе и через национальный парк Келлервальд-Эдерзе, ведут многочисленные пешеходные дороги. Среди них участки Келлервальдской тропы (общая протяжённость 156 км), связывающей друг с другом по кольцу горы и местности национального и природного парка Келлервальд-Эдерзе. Кроме того, с 2005 года существует лесная тропа Эдерзе длиной 68 км, идущая вокруг Эдерзе по буковому лесу на северном берегу и по национальному парку Келлервальд-Эдерзе на южном берегу.
Это единственный немецкий национальный парк, с которым нет регулярного железнодорожного сообщения. В 1987 году движение по железнодорожной ветке Франкенберг-Корбах было приостановлено и с остановки Фёль-Херцхаузен нельзя уехать. Вопрос возобновления движения согласовывается различными ведомствами (округа, федеральной земли и дорожными ведомствами), но до сих пор он не решён. В настоящее время движение открывается только в честь железнодорожных праздников в выходные, при этом могут выводиться на линию исторические поезда. В 2009 году это происходило три раза. В 2010 движение открывалось 23 и 24 октября в честь 120-летия железной дороги Варбург-Зарнау. По поводу этого события на участок Марбург-Франкенберг-Херцхаузен были выведены специальные украшенные поезда.

## Рельеф
Самые высокие горы национального парка Келлервальд-Эдерзе и Эдерхёэна:
- Традделькопф (626 м)
- Ахорнкопф (604) — юго-западный отрог Траддельекопфа с охраняемой природной территорией Рухлаубер
- Дикер-Копф (604 м)
- Тальганг (566 м)
- Лохайхе (557 м) — северо-восточный отрог Традделькопфа
- Квернст (около 545 м) — с руинами «Квернстской кирхи» (на высоте 535 м), «Квернстской часовней» и смотровой вышкой
- Охзенвурцельскопф (542 м)
- Фридрихскопф (528 м) — юго-восточный отрог Тальганга
- Эрмерод/Петерскопф(около 540 м / 507 м), с водохранилищем ГАЭС Вальдек

## Воды
Реки, начинающиеся или протекающие в национальном парке Келлервальд-Эдерзее и Эдерхёэне:
- Эдер (приток Фульды)
  - Банфебах (впадает в водохранилище Эдерзе)
    - Кесбах (приток Банфебаха)

  - Мельбах, Ребах (впадают в водохранилище Эдерзе)
  - Везебах (приток Эдера)
  - Лорфебах (приток Эдера)
    - Айсбах (приток Лорфебаха)

  - Хундсбах, Беренбах (впадают в водохранилище Эдерзе)

Водохранилища:
- Эдерзе
- Аффольденер-Зе
- водохранилище ГАЭС Вальдек

## Фильмы
В национальном парке Келлервальд-Эдерзе. Документальный фильм, 45 минут, Германия, 2005 год. Автор сценария и режиссёр: Инна Кноблох, Манфред Праксль и Хильтруд Ешке. Производство: MDR.